# 紐波特鎮區 (密蘇里州巴頓縣)
紐波特鎮區（英語：Newport Township）是位於美國密蘇里州巴頓縣的一個行政鎮區。

## 地方資料
紐波特鎮區的面積為78.96平方千米，當中陸地面積為78.89平方千米，而水域面積為0.07平方千米。根據2020年美國人口普查的數據，當地共有人口502人，而人口密度為每平方千米6.36人。